# Ronaldo Vainfas
Ronaldo Vainfas (Rio de Janeiro, 1956) é um historiador e professor brasileiro.
Vainfas é vencedor de premiações como o Prêmio Literário 2009, concedido pela Fundação Biblioteca Nacional.

## Carreira
Ronaldo Vainfas é licenciado em História pela Universidade Federal Fluminense (1978), onde também fez o mestrado em História do Brasil (1983). Em 1988, concluiu o doutorado em História Social pela Universidade de São Paulo.
Desde 1978, é um dos professores da Universidade Federal Fluminense, onde foi um dos coordenadores da reforma curricular de uma das principais graduações em História do Brasil, e desde 1994 é professor titular de História Moderna.
Em 2007, concluiu o pós-doutorado na Universidade de Lisboa.
Em 2009, recebeu o Prêmio Sérgio Buarque de Holanda, ligado ao Prêmio Literário da Fundação Biblioteca Nacional pelo ensaio Dicionário do Brasil Joanino, 1808-1821, em parceria com Lúcia Bastos Pereira das Neves e publicado pela Editora Objetiva.
É integrante do conselho editorial da Revista de História da Biblioteca Nacional.
Seus livros e estudos estão inscritos como leitura obrigatória em diversos cursos de formação acadêmica, entre eles os da USP e Unicamp.

## Algumas obras
- Economia e sociedade na América Espanhola. Rio de Janeiro: Graal, 1984, 101 p.[4]
- Ideologia e escravidão. Petrópolis: Vozes, 1986, 168 p.[4]
- História e sexualidade no Brasil (org). Rio de Janeiro: Graal, 1986, 212 p.
- Trópico dos pecados. Rio de Janeiro: Campus, 1989, 393 p.[4]
- América em tempo de conquista. Rio de Janeiro: Jorge Zahar Editor, 1992, 252 p.[8]
- A Heresia dos Índios: catolicismo e rebeldia no Brasil colonial. São Paulo: Companhia, 1995, 275 p.[4]
- Moralidades brasílicas: deleites sexuais e linguagem erótica na sociedade escravista. In: Laura de Mello e Souza. (Org.). História da Vida Privada no Brasil. 6 ed. São Paulo: Companhia das Letras, 1997, v. 5, p. 221-274.[9]
- Dicionário do Brasil Joanino (1808-1821). Rio de Janeiro: Objetiva, 2008, 474 p.[2]
- Traição: um jesuíta a serviço do Brasil holandês processado pela inquisição. São Paulo: Companhia das Letras, 2008, 368 p.[10]